# Krush, Kill’n’Destroy
Krush, Kill 'n Destroy (букв. Круши, Убивай и Уничтожай, в переводе СПК Круши, калечь, не думай, сокр. KKnD) — компьютерная игра в жанре стратегии в реальном времени для MS-DOS, разработанная компанией Beam Software и изданная Melbourne House в марте 1997 года. Первая из трёх игр в серии KKnD. В октябре того же года была выпущена улучшенная версия игры для Windows — KKND: Xtreme. В 1998 году игра получила продолжение, KKND2: Krossfire.

## Сюжет
Сюжет игры завязывается вокруг ядерной войны, уничтожившей большую часть живых организмов. В результате бомбардировок образовались вирусы, которые заразили часть выжившего населения Земли, что привело к появлению расы мутантов (Evolved). Игрок участвует в вооружённом конфликте между расой мутантов и выжившими людьми (Suriviors), которые укрылись в подземных убежищах. В игре 2 независимые кампании за Мутантов и Выживших,  по 15 различных заданий в каждой. Задания миссий могут быть различными: уничтожение/защита конвоя/ разгром базы противника/ убийство командира/ добыча определённого количества нефти. Целью борьбы является полный разгром противоположной фракции.
Юниты двух фракций отличаются друг от друга. Войска мутантов используют мутировавших до исполинских размеров животных - Мастодонтов, Жуков, Скорпионов и Гигантских Крабов, устанавливая на них различное вооружение. Войска выживших полагаются на традиционную бронированную технику - джипы, БТР, танки и ракетные установки. 
Для производства войск игроку необходимо построить базу (казармы, электростанцию, танковый завод и пр.), а также наладить добычу нефти из скважин с помощью мобильных буровых установок. Важной задачей является уничтожение буровых установок противника и последующий их захват.